# Олесь Гурло
Олесь Гурло (біл. Олесь Гурло), також Олександр Кондратович Гурло (біл. Аляксандр Кандратавіч Гурло; 31 січня 1892, Копиль, Слуцький повіт, Мінська губернія (нині Мінська область) — 4 лютого 1938, Мінськ; Псевдонім та криптоніми: Олесь Гурло; Л.Ехо, А. Г., А.Г-ло) — радянський білоруський поет, прозаїк, перекладач, публіцист, фольклорист, мовознавець, учасник Першої світової війни та громадянської війни в Росії, репресований і реабілітований у СРСР.

## Біографія
Олександр Гурло народився 31 січня 1892 року в містечку Копиль, що в Слуцькому повіті Мінської губернії.
Змалечку йому доводилося самостійно заробляти собі на хліб. У 1908 році закінчив Копильське двокласне (або чотирикласне) училище. У цей період Олесь Гурло займався самоосвітою, захоплювався поезією класиків російської літератури, творами Янки Купали, Якуба Колоса, Максима Богдановича. Працював робочим на лісопильні, де почали формуватися його політичні погляди. У 1909 році вступив до лав РСДРП, проводив агітаційну роботу серед селян, брав участь у виданні рукописних журналів «Зоря» (біл. «Заря»), «Голос» (біл. «Голос низа»), «Вільна думка» (біл. «Вольная думка»).
Подальше життя Гурла було пов'язане з Санкт-Петербургом, де він улаштувався на роботу на завод «Вулкан». У 1913 році був призваний до царської армії. Служив на балтійському флоті — спочатку матросом на крейсері «Богатир», а пізніше (після закінчення школи унтерофіцерів) на міноносці «Забияка». Брав участь у лютневій революції, жовтневому перевороті, громадянській війні (штурм Зимового палацу). У 1919 році під Казанню його було тяжко поранено, довго лікувався у шпиталях, пішов з армії в стані інваліду. До 1921 року працював у Нижньогородському порті. Потім повернувся в Білорусь, жив у Мінську. Працював у Наркоматі БРСР, редакції газети «Радянська Білорусь» (біл. «Савецкая Беларусь»).
У 1929—1930 роках працював науковим співпрацівником Інституту мови АН БРСР, працював над створенням термінологічних словників. Самостійно видав словник «Технічна термінологія» (біл. «Тэхнічная тэрміналогія»; 1932).
У 1930 році Олесь Гурло був заарештований, через рік його було засуджено умовно на п'ять років ссилки в Самару, але потім визволений з-під варти. Помер від туберкульозу. Реабілітовано в листопаді 1957 року.